# Paul Ginsparg
Paul Henry Ginsparg, ameriški fizik, * 1. januar 1955.
Ginsparg je najbolj znan po svojem razvoju prosto dostopnega elektronskega arhiva arXiv.org in po svojih prispevkih k teoretični fiziki.
Od leta 2001 je profesor fizike, računalništva in informatike na Oddelku za fiziko Univerze Cornell.
Končal je gimnazijo v Syossetu, New York. Diplomiral je iz fizike na Univerzi Harvard, doktoriral pa je iz teoretične fizike delcev na Univerzi Cornell pod Wilsonovim mentorstvom. Do leta 1990 je poučeval na Oddelku za fiziko Univerze Harvard. Elektronski arhiv arXiv.org je razvijal kot član Narodnega laboratorija Los Alamos med letoma 1990 in 2001. Njegovo raziskovalno področje obsega kvantno teorijo polja in mreže digitalnega znanja.